# Chełm (Pogórze Strzyżowskie)
Chełm – zalesiony szczyt o wysokości 528 m n.p.m., położony na Pogórzu Strzyżowskim.
Na szczycie znajduje się XIX wieczna drewniana kapliczka z kopią obrazu Matki Boskiej Leżajskiej. Prawie cały masyw Chełmu podlega ochronie w ramach utworzonego rezerwatu przyrody „Góra Chełm”.
Na górze Chełm znajdował się kamieniołom.
Zobacz inne znaczenie słowa: Chełm.